# Esprit Philippe Chédeville
Esprit Philippe Chédeville, dit Chédeville l'ainé, (né en 1696 à Oulins ; mort le 9 mars 1762 à Paris) est un joueur de  musette de cour virtuose français, compositeur et facteur d'instruments de musique. Il était issu de la famille de musiciens Chédeville-Hotteterre.

## Vie et œuvre
Esprit Philippe Chédeville fut admis en 1709, à l'âge de treize ans, comme musicien dans l'orchestre de l'Opéra de Paris. En mai 1723, Jean IV Hotteterre, un parent éloigné qui était hautboïste de la Chambre et de la Grande Écurie, lui transfert la charge de son poste. Lorsque son frère Pierre Chédeville mourut en 1725, Esprit Philippe transmit sa charge à son frère cadet Nicolas, afin qu'il puisse lui-même reprendre le poste de son frère décédé. Le 14 décembre 1727, son grand-oncle Nicolas J. Hotteterre meurt.
Le service de hautboïste à la Chambre de la Cour et de la Grande Écurie laissa à Esprit Philippe Chédeville suffisamment de temps pour se consacrer à des élèves pour lesquels il composa désormais une série de pièces de musette et de vielle à roue. Il obtint des privilèges pour les droits de publication de sa propre musique. Il consacra également une part importante de son temps à la fabrication d'instruments. Les musettes de Chédeville étaient très appréciées. Dans les Affiches et annonces de 1757 à 1783, on trouve de nombreuses annonces pour la vente de musettes magnifiquement décorées par Chédeville l'aîné, comme il se faisait également appeler. Peu de ces instruments, si demandés à l'époque, sont parvenus jusqu'à nous.
Le 1er janvier 1736, Esprit Philippe Chédeville fit ses adieux à l'Opéra de Paris. Jusqu'en 1760, il est encore mentionné parmi les musiciens de la cour. Il mourut deux ans plus tard à Paris.